# Polynema secundobreve
Polynema secundobreve är en stekelart som beskrevs av Soyka 1956. Polynema secundobreve ingår i släktet Polynema och familjen dvärgsteklar. Inga underarter finns listade i Catalogue of Life.